# Costi di transazione
Si fa solitamente risalire la nascita dell'economia dei costi di transazione a Coase, ma questa teoria è diventata nota negli anni ottanta per via del lavoro di Williamson.
Mentre la microeconomia classica prende l'impresa come una scatola nera ("black box"), la teoria dei costi di transazione, assieme ad altre teorie nate già negli anni cinquanta, nasce per cercare di capire come le imprese si organizzano al loro interno, e in particolar modo si concentra sulla dualità tra gerarchia (insieme delle regole formali che definiscono procedure e meccanismi di funzionamento proprie di una qualunque istituzione anche privata come l'azienda) e mercato (libertà di iniziativa lasciata ai singoli di agire anche se spinti dall'individualismo).

## Descrizione
I costi si dividono in due categorie:
- costi di produzione: tutti quei costi legati allo svolgimento di un'attività;
- costi di transazione: tutti quei costi legati all'organizzazione di un'attività, che si dividono, a loro volta, tra costi ex ante (prima della transazione) e costi ex post (dopo la transazione).

Detto in altro modo, i costi di transazione sono quei costi, quantificabili o meno, che nascono quando nasce l'"ipotesi" di uno scambio ed indicano sia lo sforzo dei contraenti per arrivare ad un accordo, sia - una volta che l'accordo sia stato raggiunto - i costi che insorgono per fare rispettare quanto stabilito.
Costi di transazione sono:
- il costo in tempo e denaro per definire un accordo;
- il costo in tempo e denaro della ricerca dei contraenti per un dato contratto;
- i costi di ricerca di informazioni riguardanti il mercato ed i suoi agenti.

Esempi possono essere:
- il tempo impiegato per trattare sul prezzo di un paio di sandali al mercato;
- il tempo impiegato per tradurre un contratto da un'altra lingua alla propria;
- la commissione pagata ad una banca per l'acquisto o vendita di titoli;
- il tempo speso per ricercare quali sono i diversi produttori di un dato bene;
- il tempo speso per confrontare i diversi prezzi di uno stesso bene offerto da diversi produttori.

I costi di transazione nascono a causa di quattro problemi:
- razionalità limitata: non è possibile prevedere tutti i possibili casi che si possono presentare e il loro esito;
- asimmetria informativa: i contraenti non posseggono le stesse informazioni;
- opportunismo (rischio morale): i contraenti sono inclini a perseguire il proprio interesse sopra ogni cosa (anche a danno della controparte).
- investimenti specifici.

La conclusione a cui generalmente sono giunti gli autori che si sono occupati di costi di transazione è che la tendenza di moda negli anni settanta a ricorrere al "mercato" come forma privilegiata di motivazione e controllo del comportamento nelle grandi organizzazioni aziendali private aveva, di fatto, generato perdite anziché utili dal punto di vista "corporate". In questi casi sarebbe risultato più efficiente il ricorso alle "gerarchie", cioè a forme di controllo burocratico istituzionalizzato, per garantire che i singoli operatori tenessero sempre in adeguata considerazione il vantaggio dell'azienda nel suo complesso anziché perseguire esclusivamente il proprio personale tornaconto a scapito di operatori concorrenti all'interno dell'azienda stessa.
L'aver preso coscienza di questo problema da parte delle grandi aziende private ha determinato, negli anni ottanta, una brusca retromarcia e l'introduzione massiccia di sistemi gerarchici di programmazione e controllo di gestione anche grazie all'impiego delle tecnologie informatiche. Nel contempo le aziende di minori dimensioni si sono rese conto che la concorrenza sfrenata comportava mediamente più costi che ricavi, mentre forme di cooperazione, o addirittura di aggregazione in nuove forme aziendali quali i "gruppi", avrebbero comportato vantaggi reciproci in termini di riduzione proprio dei costi di transazione.
Il merito di Coase e Cheung è stato quello di sottolineare questi vari ostacoli all'uso ideale del sistema dei prezzi : 
“Il motivo principale che rende redditizio avviare un'attività potrebbe essere che è costoso utilizzare il meccanismo dei prezzi. Il costo più ovvio dell "organizzazione" della produzione attraverso il meccanismo dei prezzi è la scoperta dei prezzi essenziali. Questo costo può essere ridotto, ma non eliminato, dall'emergere di attori specializzati che vendono queste informazioni." (Coase, La natura dell'impresa, p. 390). 
Citata anche da Steven Cheung ("La natura contrattuale dell'impresa", 1983, p. 6). Coase aggiunge una nota particolarmente importante : "(...) il presupposto che tutti gli individui conoscano tutti i prezzi rilevanti chiaramente non è vero nel mondo reale" (p. 390, n. 4). Nell'articolo di Coase, il problema dell'incertezza (Frank Knight) è dominato da quello della ricerca di prezzi naturali o essenziali (Adam Smith). L'ipotetica situazione limite in cui tutti i prezzi sono 'rilevanti' o 'essenziali' ("relevant prices") e quindi i costi di transazione sono trascurabili, è una situazione di produttori e acquirenti indipendenti, che hanno una buona conoscenza del valore e quindi dei costi del prodotto . È quella descritta da Cheung da una situazione, mutuata da Smith, in cui tutti gli scambi sono strettamente commerciali : "Si consideri il classico esempio della 'fabbrica di spilli', in cui ciascun proprietario dell insieme di risorse è specializzato nel lavorare su un singolo compito. Se tutti i costi di transazione fossero pari a zero, l'acquirente di uno spillo effettuerebbe un pagamento separato a ciascuno dei numerosi partecipanti alla sua produzione." (La natura contrattuale dell'impresa, p. 4).
Un costo di transazione è la differenza tra il prezzo fittizio di un servizio produttivo infinitesimale, il "prezzo essenziale" (cf. Adam Smith : "prezzo naturale", Pietro Verri : "prezzo commune", il cui prezzo effettivo potrebbe essere rappresentato da una mancia) e il prezzo effettivo di una merce. Più è tecnico, maggiore sarà il costo della transazione. Un regime di bassi costi di transazione è quindi 'low tech' (cfr. P. Bihouix), che non implica un basso livello di ricchezza ('low life') : "Se non ci fossero costi di misurazione e valutazione delle prestazioni, non ci sarebbero affari e il valore dei prodotti collettivi [risultati sociali] sarebbe massimo." (Cheung, 1983). La differenza tra i due prezzi è il "costo sociale" dell'organizzazione della produzione o il "valore aggiunto" da essa (nel senso di "mehrwert"), che sono valori di approssimazione ("proxy values") prezzi rilevanti : "tutti i costi di organizzazione sono costi di transazione e viceversa". S. N. S. Cheung, "Organizzazione economica e costi di transazione", The New Palgrave, 1987, p. 56. L'attaccamento, spesso patologico, alla cooperazione, alle organizzazioni, alla proprietà esclusiva, alle merci ed eventualmente alle comodità... sono i costi di transazione fondamentali (cfr. 'feticismo').